# IC 1238
IC 1238 је двојна звијезда у сазвјежђу Херкул која се налази на листи објеката дубоког неба у Индекс каталогу.
Деклинација објекта је + 23° 4' 36" а ректасцензија 17h 0m 30,3s.